# フリッツ・アックレー
フリッツ・アックレー（Fritz Ackley, 1937年4月10日 - 2002年5月22日）は、メジャーリーグベースボールの右投左打の投手。アメリカ合衆国のウィスコンシン州出身。
1954年のシーズン前にシカゴ・ホワイトソックスに入団。実に9年もの間、メジャーとは無縁だったが、1963年9月21日にメジャー初登板を6回4奪三振、自責点2でまとめると（勝敗つかず）、続く9月27日の試合でも7回7奪三振、自責点1という素晴らしいピッチングを見せた。そのため翌年に大きく期待されたが、その1964年はシーズン初登板となった4月26日のボストン・レッドソックス戦で0.1回、被安打2、2四球で自責点1と乱れてしまうと、2試合目の登板（5月4日）でも5回、被安打7（被本塁打2）、自責点5と打ち込まれ、期待に応えることは出来なかった。結局5月9日の試合が最後の登板となった（その試合では1回1安打1奪三振）。
2007年のシーズン終了時点でウィスコンシン州出身のメジャーリーガーは229人いるが、その229人をアルファベット順に並べると先頭に来るのはこのアックレーである。

## 詳細情報

### 年度別投手成績
| 年 度    | 球 団    | 登 板 | 先 発 | 完 投 | 完 封 | 無 四 球 | 勝 利 | 敗 戦 | セ 丨 ブ | ホ 丨 ル ド | 勝 率 | 打 者 | 投 球 回 | 被 安 打 | 被 本 塁 打 | 与 四 球 | 敬 遠 | 与 死 球 | 奪 三 振 | 暴 投 | ボ 丨 ク | 失 点 | 自 責 点 | 防 御 率 | W H I P |
| -------- | -------- | ----- | ----- | ----- | ----- | -------- | ----- | ----- | -------- | ----------- | ----- | ----- | -------- | -------- | ----------- | -------- | ----- | -------- | -------- | ----- | -------- | ----- | -------- | -------- | ------- |
| 1963     | CWS      | 2     | 2     | 0     | 0     | 0        | 1     | 0     | 0        | --          | 1.000 | 51    | 13.0     | 7        | 2           | 7        | 0     | 0        | 11       | 1     | 0        | 4     | 3        | 2.08     | 1.08    |
| 1964     | CWS      | 3     | 2     | 0     | 0     | 0        | 0     | 0     | 0        | --          | ----  | 33    | 6.1      | 10       | 2           | 4        | 0     | 0        | 6        | 0     | 0        | 6     | 6        | 8.53     | 2.21    |
| MLB：2年 | MLB：2年 | 5     | 4     | 0     | 0     | 0        | 1     | 0     | 0        | --          | 1.000 | 84    | 19.1     | 17       | 4           | 11       | 0     | 0        | 17       | 1     | 0        | 10    | 9        | 4.19     | 1.45    |

- 「-」は記録なし